# F Is for Family
F Is for Family (englisch für „F steht für Familie“) ist eine Animationsserie des US-amerikanischen Video-on-Demand-Anbieters Netflix. Die Serie wurde gemeinsam von dem Komiker Bill Burr mit dem Autor Michael Price kreiert. Die Story beruht dabei auf Burrs Kindheitserinnerungen. Die Serie spielt in den 1970er Jahren und umfasst derzeit fünf Staffeln mit insgesamt vierundvierzig Episoden. Produziert wird sie von Gaumont International Television und Vince Vaughns Wild West Television. Serie-Premiere war der 18. Dezember 2015. Die dritte Staffel startete am 30. November 2018. Am 12. Juni 2020 wurde auch die 4. Staffel auf Netflix veröffentlicht.

## Handlung
Die Serie spielt in den Vereinigten Staaten der 1970er Jahre. Dort geht es um die Familie Murphy. Familienoberhaupt Frank arbeitet bei der fiktiven Fluggesellschaft Mohican Airways. Seine Frau Sue ist Hausfrau, vertreibt aber nebenbei Plast-a-Ware (in Anspielung auf Tupperware). Die Familie hat drei Kinder. Der älteste, Kevin, befindet sich mitten in der Pubertät, ist rebellisch und streitet ständig mit Frank. Sein jüngerer Bruder Billy ist dagegen von einem schüchternen Wesen. Die jüngste hingegen, Maureen, ist eine taffe Draufgängerin und hängt am liebsten mit den verlotterten und asozialen Nachbarskindern herum.
Die Serie beleuchtet das Leben der einzelnen Familienmitglieder ebenso aber auch das gesamte Familienleben.

### Staffel 1
In der ersten Staffel dreht es sich vor allem um einen Streik der Gepäckarbeiter bei Mohican Airways. Frank soll als Gewerkschaftsmitglied zwischen den Arbeitern und der Geschäftsführung vermitteln. Da er jedoch zwischen den Stühlen steht, einerseits seine Kollegen, andererseits seine Vorgesetzten, die ihm immer wieder Beförderungen versprechen, steht Frank unter immensen Druck. Dies lässt er auch oft an der Familie aus, was wiederum zu neuen Streitigkeiten führt. Am Ende der ersten Staffel wird der Streik beendet. Nur für Frank nimmt es kein gutes Ende. Er wird an Weihnachten entlassen.
Sue ist die klassische Hausfrau der 70er Jahre. Sie schmeißt den Haushalt und erzieht die Kinder. Sie langweilt sich jedoch und fängt an Plast-a-Ware zu verkaufen. Ihre Vorgesetzte, die ihr die Aufträge beschafft, stellt sich jedoch als Ausbeuterin heraus. Sue muss durch den ganzen Landkreis fahren, um Ware auszuliefern und die Beschwerden von nervigen Kunden aufzunehmen.

## Besetzung und Synchronisation
Die deutschsprachige Synchronisation übernimmt die RRP Media in Berlin. Die Dialogbücher der ersten Staffel wurde von Lorenz Bethmann verfasst, Rainer Raschewski führte bei der Staffel die Dialogregie. Seit der zweiten Staffel verfasst Ralf Pel die Dialogbücher und führt die Dialogregie.
| Rollenname                 | Originalsprecher           | Deutscher Sprecher                                        |
| -------------------------- | -------------------------- | --------------------------------------------------------- |
| Francis „Frank“ Murphy     | Bill Burr                  | Michael Pan                                               |
| Sue Murphy                 | Laura Dern                 | Maud Ackermann (Staffel 1–2) Sabine Jaeger (ab Staffel 3) |
| Kevin Murphy               | Justin Long                | Julien Haggège                                            |
| William „Bill“ Murphy II   | Haley Reinhart             | Heiko Akrap                                               |
| Maureen Murphy             | Debi Derryberry            | Daniela Reidies                                           |
| Victor „Vic“ Reynolds      | Sam Rockwell               | Peter Lontzek                                             |
| Vivian Saunders            | Mo Collins                 | Anja Nestler                                              |
| Jimmy Fitzsimmons          | Mo Collins                 | Dennis Sandmann                                           |
| Ginny Throater             | Mo Collins                 | Nadine Heidenreich                                        |
| Mr. Goomer                 | Trevor Devall              | Tobias Lelle                                              |
| Bolo                       | Trevor Devall              | Benno Lehmann                                             |
| Otto Holtenwasser          | Trevor Devall              | Rüdiger Evers (Staffel 1–3) Gerald Schaale (ab Staffel 4) |
| Reid Harrison/Colt Luger   | Phil Hendrie               | Jürgen Kluckert                                           |
| Chauncey „Rosie“ Roosevelt | Kevin M. Richardson        | Klaus Lochthove                                           |
| Robert „Bob“ Pogo          | David Koechner             | Axel Lutter                                               |
| Red                        | Trevor Devall              | Sven Gerhardt                                             |
| Carl                       | Kevin P. Farley            | Daniel Johannes                                           |
| Chet Stevenson             | Vince Vaughn (Staffel 3)   | Gerrit Hamann                                             |
| William Murphy             | Jonathan Banks (Staffel 4) | Sven Brieger                                              |

## Rezeption
F Is for Family erfreut sich einer überdurchschnittlich hohen Beliebtheit bei Kritikern. Rotten Tomatoes bewertet die Serie etwa mit einer Zustimmungsrate von 86 %. Matthew Gilbert vom Boston Globe urteilte mit Blick auf den Ton der Komödie: „Sie kann schrecklich süß sein, ist am Ende aber überraschend ergreifend.“ Der Serienjunkies.de-Redakteur Bjarne Bock attestiert der Serie einen derben Sprachstil und tabulosen Humor. Gelungen seien vor allem die zeitgeschichtlichen Referenzen bezüglich der 70er-Jahre.